# Save Me (bài hát của Queen)
Save Me là bài hát của ban nhạc Queen đến từ Anh. Bản rock ballad do tay ghi-ta Brian May sáng tác, anh cũng chơi cả phần piano trong bài hát. Bài hát được thu âm vào năm 1979 và phát hành tại Anh vào ngày 25 tháng 1 năm 1980, gần sáu tháng trước khi phát hành album The Game. Bài hát đã đứng 6 tuần trong bảng xếp hạng của Anh, tại vị trí thứ 7.